# سوسن فیروز
سوسن فیروز (زادهٔ ۱۹۸۹ در کابل)، خواننده رپ و بازیگر اهل افغانستان است. سوسن به عنوان نخستین خوانندهٔ رپ زن افغانستان توصیف می‌شود. وی یک چهرهٔ جنجالی است، که هنجارهای اجتماعی و نقش سنتی زنان افغان را به چالش می‌کشد.

## زندگی‌نامه
فیروز در افغانستان به دنیا آمد. خانوادهٔ او در سال ۱۹۹۰ از کشور فرار کرده و به مدت هفت سال در طول جنگ داخلی افغانستان در یک اردوگاه پناهندگان ایران زندگی می‌کردند. در ایران  با توجه به قانون و وجود مشکلات و منع اداری، وی به هر صورت موفق به حضور در مدرسه می‌شود. خانوادهٔ او پس از آن سه سال در پاکستان به عنوان پناهنده به سر بردند. پس از سقوط طالبان، خانوادهٔ فیروز به افغانستان بازگشت و در سال ۲۰۰۳ به قندهار جایی که پدرش کار پیدا کرده بود نقل مکان کرد. او ابتدا در کنار خواهر و برادرش کار بافندگی فرش می‌کرد. در سال ۲۰۱۱ او کم‌کم با اجرای نقش‌های کوچک و محلی به یک بازیگر تبدیل شد و به کابل رفت و به خوانندگی رپ روی آورد. او مورد توجهٔ موسیقی‌دان افغان فرید رستگار قرار گرفت. فیروز شعرهای رپ به زبان فارسی‌دری می‌خواند و اولین تک‌آهنگ او «همسایگان ما» در سال ۲۰۱۲ منتشر شد. این ترانه به بررسی وضعیت پناهندگان افغان در شرایط سخت می‌پرداخت که رستگار آن را با اشعاری از سهراب سیرت شاعر افغانستانی ساخته بود. آهنگ دیگر او «ناقص‌العقل» بود که توهینی علیه زنان در افغانستان است.
فیروز با خانواده‌اش در شمال کابل زندگی می‌کند. او بارها با تهدید به حمله با اسید، آدم‌ربایی و حتی مرگ مواجه شده‌است. مادر وی هم که به کارهای بشردوستانه در جنوب افغانستان مشغول است نیز به مرگ تهدید شده‌است. پدر سوسن که در ادارهٔ برق کار می‌کند به عنوان مدیر و محافظش همراه او به استودیو اجرای برنامه می‌رود.
فیروز در ماه اکتبر سال ۲۰۱۲ در یک جشنوارهٔ موسیقی سه‌روزه در کابل برنامه اجرا کرد.